# Fiúza (rivière)
Le Fiúza (rivière) (en portugais : Rio Fiúza), anciennement connue sous le nom de arroio Corticeira, est une rivière brésilienne dans l'État du Rio Grande do Sul et un affluent gauche de la rivière rio Ijuí, donc un sous-affluent du río Uruguay, dans le bassin de la Plata.

## Géographie
Son cours est de 35 km de long,. Il coule globalement de l'est vers l'ouest.
Ses sources se trouvent sur le territoire de la municipalité de Santa Bárbara do Sul, au nord-est de la ville de Capão Alto, 546 m d'altitude, à proximité ouest de la route brésilienne RS-508. Il traverse la zone urbaine de Panambi, sur le territoire de laquelle se trouve la majeure partie de la rivière.
Il conflue en rive gauche du rio Ijuí, à 324 m d'altitude,.
Il traverse la route fédérale nord-sud BR-158 à Panambi.

### Bassin versant
Son bassin versant est de 190 km2.

## Affluents
Le rio Fiúza a quatre affluents référencés :
- l'arroio Alonso Batista (rg),
- l'arroio Corticeira (rg),
- l'arroio Moinho (rd) qui conflue dans le centre de la ville de Panambi[1].
- l'arroio Arais (rg) qui conflue dans le centre de la ville de Panambi, à 465 m d'altitude avec un affluent sans nom donc de rang de Strahler deux[3].

### Rang de Strahler
Donc le rang de Strahler du Rio Fiúza est de trois par l'arroio Arais.

## Hydrologie
Son régime hydrologique est dit pluvial.